# Micrixalus
Micrixalus é um género de anfíbio anuro pertencente família Ranidae. Estes animais são endémicos dos Ghats Ocidentais, na Índia.

## Espécies
O género (e a família) contém 24 espécies:
- Micrixalus adonis Biju et al., 2014
- Micrixalus candidus Biju et al., 2014
- Micrixalus elegans (Rao, 1937)
- Micrixalus frigidus Biju et al., 2014
- Micrixalus fuscus (Boulenger, 1882)
- Micrixalus gadgili Pillai & Pattabiraman, 1990
- Micrixalus herrei (Myers, 1942; antigo sinónimo de M. fuscus)
- Micrixalus kodayari Biju et al., 2014
- Micrixalus kottigeharensis (Rao, 1937)
  - Micrixalus narainensis (Rao, 1937; sinónimo júnior)
  - Micrixalus swamianus (Rao, 1937; sinónimo júnior)

- Micrixalus kurichiyari Biju et al., 2014
- Micrixalus mallani Biju et al., 2014
- Micrixalus nelliyampathi Biju et al., 2014
- Micrixalus nigraventris Biju et al., 2014
- Micrixalus niluvasei Biju et al., 2014
- Micrixalus nudis Pillai, 1978
- Micrixalus phyllophilus (Jerdon, 1854)
- Micrixalus sali Biju et al., 2014
- Micrixalus saxicola (Jerdon, 1854)
- Micrixalus silvaticus (Boulenger, 1882)
- Micrixalus sairandhri Biju et al., 2014
- Micrixalus specca Biju et al., 2014
- Micrixalus spelunca Biju et al., 2014
- Micrixalus thampii Pillai, 1981
- Micrixalus uttaraghati Biju et al., 2014